# Despina
Despina (grekiska Δεσποινα) är en av Neptunus månar. Den är döpt efter nymfen Despoina som var dotter till Demeter och Poseidon ifrån den grekiska mytologin.
Månen upptäcktes i juli 1989 efter bilderna från rymdsonden Voyager 2.